# 堀川団地

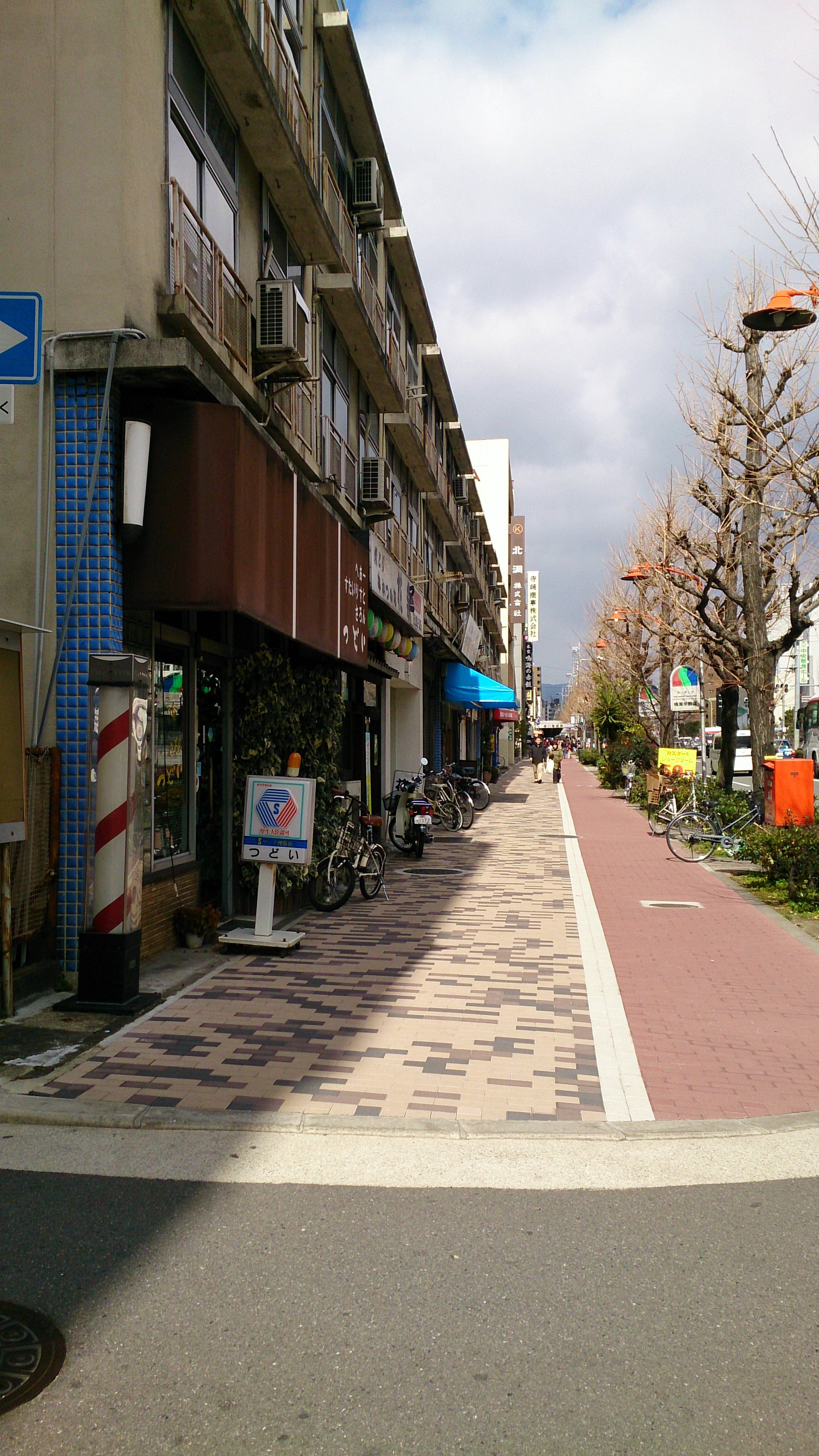
堀川団地堀川商店街 椹木町団地

堀川団地（ほりかわだんち）は、京都市上京区堀川通沿いにある1950～53年にかけて建設された店舗付併用集合住宅。全6棟、RC造、3階建。用途は1階部分が店舗、2～3階部分が住宅となっている。下層を店舗としたRC造の集合住宅としては、日本で最初のものとされる。

## 概要
太平洋戦争前、上京区の堀川通界隈は「堀川京極商店街」と称される繁華街であったが、堀川通が戦争末期に防火帯を作るための建物疎開の対象となったため、多くの商店や住宅が取り壊された。戦後、住宅不足への対応と商店街復興を目的として、1950年から全6棟が建設されたのが堀川団地である。
北から（）内は建設年度、店舗数、住宅数の順
- 上長者町団地（1953年、12、24）※ 現存せず
- 出水団地第3棟（1950年、9、18）
- 出水団地第2棟（1950年、10、18）
- 出水団地第1棟(1950年、9、18)
- 下立売団地（1952年、12、24）
- 椹木町団地（1953年、10、20）

新築時点で水洗便所と都市ガスが完備された、近代的な建築であった。1階の店舗部分には、原則として以前の堀川京極商店街に出店していた店舗が入居した。店舗部分は3つの商店街組合に分かれ、商店街名は堀川商店街（協)、堀川商店街一丁目会、堀川商店街五丁目を名乗った。
2階以上の居住層は住民を公募した。間取りは椹木町団地が2DK、下立売団地が3K、他は2Kである。居住層について、後述する「堀川団地まちづくり懇話会」座長を務めた高田光雄（京都大学学院工学研究科教授）は京町家をモデルに設計されたのではないかと述べている。

## 再生事業

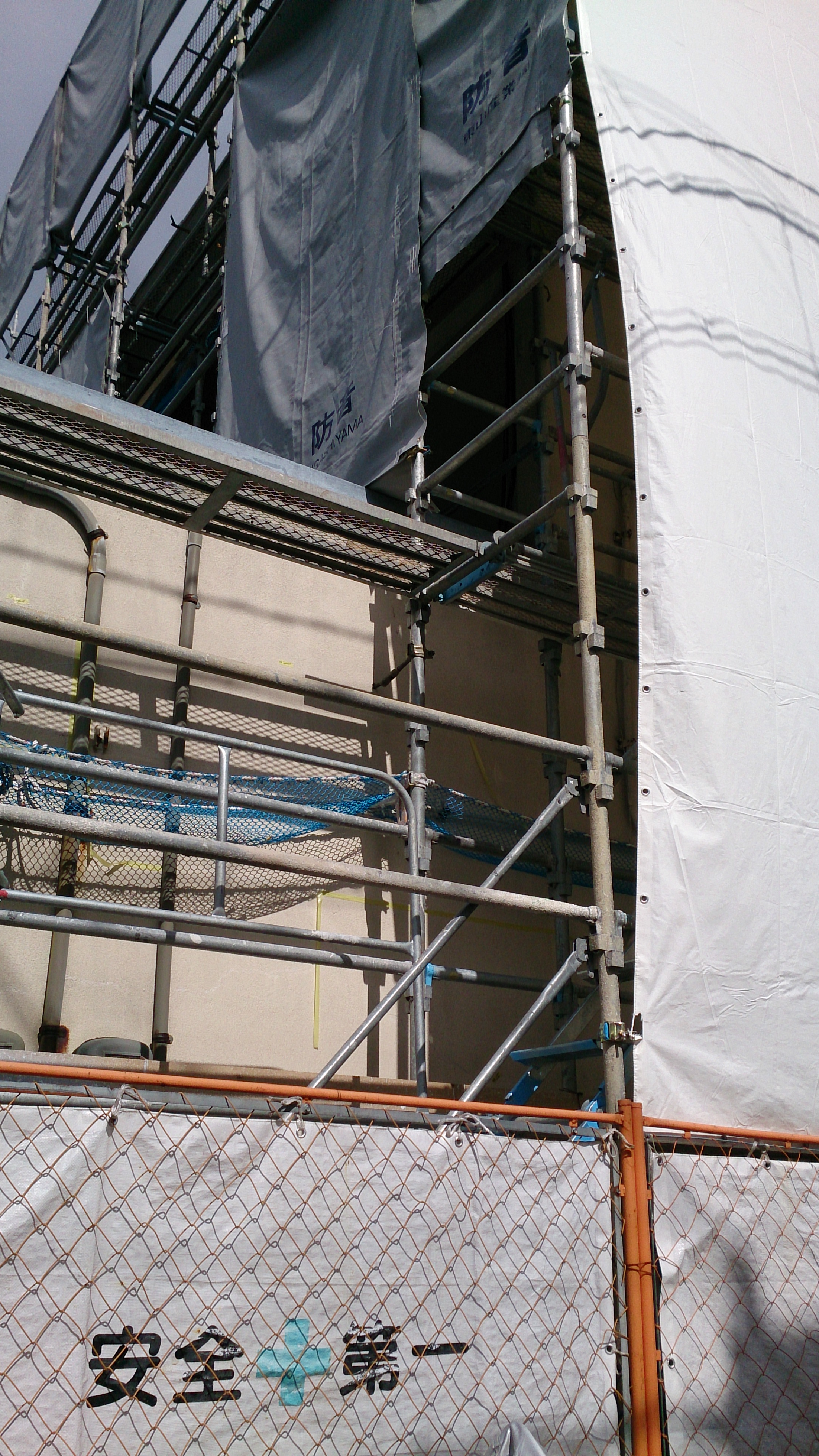
堀川団地堀川商店街 耐震工事中

堀川団地は1980年（昭和55年）頃から老朽化が進んだ。1990年（平成2年）に、将来の建替を見込んで空家の補充が停止となる。
2003年（平成15年）に、詳細な耐震診断調査が実施され、阪神・淡路大震災を引き起こした兵庫県南部地震クラスの地震が起きた場合に倒壊の恐れがあることが判明する。
2009年（平成21年）に京都府によって「堀川団地まちづくり懇話会」が設置される。懇話会は2009年9月、「堀川団地再生への提言」を提出した。
懇話会の提言に沿う形で、翌2010年（平成22年）に団地入居者、地域、京都府、京都府住宅供給公社で構成される「堀川団地まちづくり協議会」が発足した。
2012年3月、賑わいや回遊性の向上・多様な主体の支え合いと共感をめざした「新堀川京極再生基本計画（案）」が京都府から提案される。
2012年8月30日、有識者等による「堀川団地再生・事業推進委員会」が設置され、再生事業の検討を開始した。委員会は2013年2月まで5回開催され、その結果、以下の方針が決まった。
- 「アートと交流」を基本テーマとし、京都の伝統を生かす「西陣クラフト＆アートセンター」、国際化に対応する「留学生センター」を中核施設として整備。
- 堀川団地6棟の内4棟を、建替を視野に整備。

中2棟（出水団地第1棟及び第2棟）については、「多世代・多様な共助で未来へ紡ぐ京都堀川団地再生まちづくり」という名称で、平成24・25年度の国の高齢者居住安定化事業に選定され、その整備について、国庫補助が支給されることとなった。
方針の中では、民間開発手法を導入することが盛り込まれている。これに対して堀川商店街協同組合は2013年6月、地域住民中心でおこなう事業に民間資本を入れる形への変更に反対し、計画の見直しを求める要望書を京都府知事に提出している。